# Pinus jaliscana
Pinus jaliscana Pérez de la Rosa – gatunek drzewa z rodziny sosnowatych (Pinaceae). Sosna ta występuje w Meksyku – w zachodnim Jalisco.

## Morfologia
PokrójKorona drzewa nieregularnie zaokrąglona, gałęzie wzniesione.
PieńOsiąga wysokość 20–30 (35) m i średnicę 50–80 (100) cm. Kora młodych drzew cienka, rdzawa, o dużych łuskach. Z czasem osiąga 1,5–3,5 cm grubości i pęka na duże, podłużne, łuszczące się płaty, grubości 0,5 mm, gromadzące się pod drzewem.
LiścieIgły wyrastają na krótkopędzie po 5, czasem po 4, rzadko po 3. Osiągają 12–18 cm długości i 0,5–0,8 szerokości. Bardzo wiotkie, ale nie opadające.
SzyszkiMęskie kwiatostany wyrastają grupami przy końcach młodych pędów, są podłużnie jajowate do cylindrycznych, długości 12–18 mm i średnicy 5–6 mm. Młode są czerwono-żółte, z czasem jasnobrązowe. Szyszki nasienne prawie symetryczne, krzywe, zwisające, osiągają 3–9 cm długości i 2,3–2,8 cm średnicy (po otwarciu 4–6 cm). Wyrastają pojedynczo lub parami, czasami po trzy, są osadzone na silnych szypułkach o długości 10–15 mm. Szyszki opadają wraz z szypułkami. Nasiona są ciemnobrązowe, o długości 4–6 mm i szerokości 4 mm, opatrzone skrzydełkiem o długości 10–17 mm i 5–8 mm szerokości.
Gatunki podobnePinus herrerae – odróżnia się od P. jaliscana igłami zebranymi po 3 na krótkopędach, mniejszymi nasionami i przeważnie wewnętrznie położonymi kanałami żywicznymi w igłach.

## Biologia i ekologia
W igłach znajduje się od 1 do 5 kanałów żywicznych, przy czym najczęściej jest ich 2–3.
Szyszki nasienne dojrzewają jesienią drugiego roku po zapyleniu. Część opada a część pozostaje na drzewie, nawet przez kilka lat. Zamknięte szyszki pozostałe na drzewie po roku stają się szare. Pinus jaliscana jest pirofitem, szyszki otwierają się pod wpływem wysokiej temperatury, co jest przystosowaniem do występujących naturalnie pożarów lasu. Przed ogniem drzewo chroni stosunkowo gruba kora, a także zrzucanie dolnych gałęzi.
Pinus jaliscana rośnie na wysokościach od 850 do 1650 m n.p.m. (700–2050 m). Zidentyfikowano dziewięć populacji tego gatunku, gdzie towarzyszą mu inne gatunki sosen: Pinus oocarpa, P. maximinoi i P. douglasiana.
Sosna ta jest gospodarzem pasożytniczej rośliny Cladocolea cupulata Kuijt.

## Systematyka i zmienność
Synonimy: Pinus patula var. jaliscana (Pérez de la Rosa) Silba, Pinus macvaughii Carvajal, Pinus oocarpa var. macvaughii (Carvajal) Silba.
Pozycja gatunku w obrębie rodzaju Pinus:
- podrodzaj Pinus
  - sekcja Trifoliae
    - podsekcja Australes
      - gatunek P. jaliscana

Sosna ta jest blisko spokrewniona z P. oocarpa i P. herrerae.

## Zagrożenia i ochrona
Międzynarodowa organizacja IUCN umieściła ten gatunek w Czerwonej księdze gatunków zagrożonych, przyznając mu kategorię zagrożenia NT (near threatened, system oceny w wersji 2.3 i 3.1) jako gatunkowi bliskiemu zagrożenia wyginięciem. Powodem takiej klasyfikacji jest niewielki zasięg występowania i obszar zajmowany przez gatunek, oraz mała liczba populacji, chociaż brak jest sygnałów o ich zanikaniu.
Na obszarze występowania gatunku nie są ustanowione żadne obszary chronione.